# NmrML
nmrML ist ein offener Standard zur Speicherung von Daten in der Kernspinresonanzspektroskopie. Es kann Substanzen für Referenzspektren enthalten, aber auch komplexe Mischungen, wie sie in Experimenten der Metabolomik vorkommen. Die Datenbanken MetaboLights und Human Metabolome Database verwenden nmrML als internes Speicherformat. Im Gegensatz zu JCAMP-DX ist eine Überprüfung mit einem Validator möglich und herstellerspezifische Varianten können durch klare Semantik vermieden werden. Dem Format liegt ein kontrolliertes Vokabular (nmrCV) zugrunde. Das nmrML Format ähnelt im grundlegenden Aufbau mzML.